# Gouvernement Joe Natuman
Carcasses Kilman V
Le gouvernement de Joe Natuman est le conseil des ministres du Vanuatu en exercice du 15 mai 2014 au 11 juin 2015. Il succède au gouvernement de Moana Carcasses Kalosil, destitué le jour-même par une motion de censure au Parlement.
La chute du gouvernement Carcasses est la conséquence d'une dislocation de la coalition qui l'avait constitué. Le Vanua'aku Pati et le Parti Terre et Justice, notamment, rejoignent les bancs de l'opposition parlementaire ce 15 mai 2014, conférant à l'opposition une majorité au Parlement. Ce dernier vote la destitution du gouvernement, et la confiance à Joe Natuman pour former un nouveau gouvernement de coalition. Disposant de quarante sièges sur cinquante-deux au Parlement il rassemble, comme ses prédécesseurs, une union de partis assez divers.
Le 11 juin 2015, trois députés de la majorité rejoignent l'opposition, qui fait chuter ce gouvernement par une motion de censure. Sato Kilman devient premier ministre.

## Composition
Le gouvernement nommé le 15 mai est le suivant :
| Fonction                                                  | Titulaire | Titulaire       | Parti                         | Circonscription |
| --------------------------------------------------------- | --------- | --------------- | ----------------------------- | --------------- |
| Premier ministre                                          |           | Joe Natuman     | Vanua'aku Pati                | Tanna           |
| Vice-Premier ministre Ministre du Commerce                |           | Ham Lini        | Parti national unifié         | Pentecôte       |
| Ministre des Affaires étrangères et du Commerce extérieur |           | Sato Kilman     | Parti progressiste populaire  | Malekula        |
| Ministre des Finances                                     |           | Maki Simelum    | Vanua'aku Pati                | Ambrym          |
| Ministre de l'Intérieur                                   |           | Charlot Salwai  | MRC                           | Pentecôte       |
| Ministre de l'Éducation                                   |           | Bob Loughman    | Vanua'aku Pati                | Tanna           |
| Ministre de la Santé                                      |           | George Wells    | Parti progressiste populaire  | Luganville      |
| Ministre de la Justice                                    |           | Alfred Carlot   | Natatok                       | Éfaté rural     |
| Ministre du Changement climatique                         |           | James Bule      | Parti national unifié         | Ambae           |
| Ministre des Terres                                       |           | Ralph Regenvanu | Parti Terre et Justice        | Port Vila       |
| Ministre de l'Agriculture, des Forêts et des Pêcheries    |           | David Tosul     | Parti Terre et Justice        | Pentecôte       |
| Ministre de la Jeunesse et des Sports                     |           | Don Ken         | sans étiquette                | Malekula        |
| Ministre des Infrastructures                              |           | Esmon Saimon    | Parti progressiste mélanésien | Malekula        |

Début juin 2015, quelques jours avant sa chute, Joe Natuman limoge son ministre des Affaires étrangères Sato Kilman, qui a évoqué l'ouverture possible d'une ambassade vanuataise à Djakarta, contrevenant ainsi au soutien exprimé par le gouvernement Natuman aux indépendantistes de Papouasie occidentale, et qui a maintenu des contacts avec le ministère des Affaires étrangères d'Abkhazie, que le gouvernement considère comme faisant partie de la Géorgie. Kalvao Moli (député sans étiquette de Luganville) est nommé ministre des Affaires étrangères à sa succession. Dans le même temps, Alfred Carlot est remplacé par Hosea Nevu (député d'Espiritu Santo pour le groupe Iauko) au ministère de la Justice,.